# Pirații Straw Hat

Personajele principale din One Piece.

Straw Hats, tradus în româna ca Pălăriile de paie, este denumirea membrilor unui echipaj de pirați care a început în Orientul albastru. Ei sunt principalul obiectiv și eroi din anime și manga One Piece, și sunt conduși de principalul protagonist Monkey D. Luffy. Pirații "Straw Hats" sunt numiți după pălăria de paie a lui Luffy care este semnătura lui după ce ia fost dată de Red-Haired Shanks. Straw Hats sunt în prezent formați din zece membri ale căror recompense combinate  sunt egale cu 4,661,000,100 de beri.

## Membrii echipajului:
Monkey D. Luffy  
Roronoa Zoro  
Nami 
Ussop 
Sanji  
Tony Tony Chopper  
Nico Robin  
Franky  
Brook 
Jinbe 

## Recompense:
Monkey D. Luffy : 3.000.000.000 de Berry
Roronoa Zoro : 111.000.000.000 de Berry 
Nami : 366.000.000 de Berry 
Ussop : 500.000.000 de Berry 
Sanji : 1.000.000.000 de Berry 
Tony Tony Chopper : 1000 de Berry 
Nico Robin : 130.000.000 de Berry 
Franky : 94.000.000 de Berry
Brook : 83.000.000 de Berry
Jinbe : 1010.000.000 de Berry